# Murówka hiszpańska
Murówka hiszpańska (Podarcis hispanicus) – gatunek gada z rodziny jaszczurkowatych (Lacertidae).

## Występowanie
Murówka hiszpańska zamieszkuje północno-środkową, północno-wschodnią i południowo-wschodnią Hiszpanię oraz południową Francję.

## Systematyka
Systematyka gatunku jest sporna i uległa znaczącym zmianom. W starszych ujęciach systematycznych jego zasięg występowania obejmował niemal cały Półwysep Iberyjski, południową Francję i północno-zachodnią Afrykę. Populacja z południa Hiszpanii i północno-zachodniej Afryki, uznawana dawniej za podgatunek P. hispanica vaucheri, jest obecnie klasyfikowana jako odrębny gatunek Podarcis vaucheri, populację z środkowo-zachodniej Hiszpanii zaliczono do Podarcis guadarramae, wcześniej synonimizowanego z P. hispanicus, a populację z północno-zachodniego Półwyspu Iberyjskiego zaliczono do Podarcis lusitanicus wydzielonego z P. guadarramae. Z kolei populacja występująca od Portugalii do centralnej Hiszpanii należy do opisanego w 2014 roku gatunku Podarcis virescens. Reptile Database wyróżnia obecnie (2025) trzy podgatunki Podarcis hispanicus:
- P. hispanicus hispanicus Steindachner, 1870
- P. hispanicus cebennensis Guillaume & Geniez in Fretey, 1986
- P. hispanicus sebastiani (Klemmer, 1964)

Niektórzy autorzy uznają taksony cebennensis i sebastiani za podgatunki Podarcis liolepis, również synonimizowanego dawniej z P. hispanicus; w takim ujęciu systematycznym zasięg występowania P. hispanicus ograniczony jest do południowo-wschodniej Hiszpanii.

## Morfologia
Mała jaszczurka o spiczastym pysku, ma długi ogon, brązowy, szarobrązowy lub zielony grzbiet, boki pokryte jasnymi cętkami. Brzuch biały, żółty, bladoczerwony lub czerwony, podgardle pokryte czarnymi kropkami.
Długość całkowita 180–200 mm.

## Ekologia i zachowanie
ŚrodowiskoSuche, skaliste obszary, także w sąsiedztwie człowieka.
Tryb życiaAktywna przez cały dzień przy ciepłej pogodzie.
PokarmOwady, pająki, szarańcza.